# Rejon miżhirski
Rejon miżhirski – jednostka administracyjna w składzie obwodu zakarpackiego Ukrainy.
Utworzony w 1946. Miał powierzchnię 1166 km². Siedzibą władz rejonu była Miżhirja.
Na terenie rejonu znajdowały się 1 osiedlowa rada i 22 silskie rady, obejmujących w sumie 43 miejscowości.
17 lipca 2020 roku w wyniku reformy administracyjnej rejon został zlikwidowany.

## Miejscowości rejonu
- Berehy (Береги)
- Bukoweć (Буковець)
- Dił (Діл)
- Horb (Горб)
- Holatyn (Голятин)
- Izky (Ізки)
- Kełeczyn (Келечин)
- Kołoczawa (Колочава)
- Kosiw Werch (Косів Верх)
- Liskoweć (Лісковець)
- Łozianśkyj (Лозянський)
- Łopuszne (Лопушне)
- Majdan (Майдан)
- Mereszor (Мерешор)
- Nehroweć (Негровець)
- Miżhirja (Міжгір'я)
- Nyżnij Studenyj (Нижній Студений)
- Nowosełycia (Новоселиця)
- Pyłypeć (Пилипець)
- Pidczumal (Підчумаль)
- Podoboweć (Подобовець)
- Potik (Потік)
- Pryslip (Присліп)
- Rekity (Рекіти)
- Repynne (Репинне)
- Riczka (Річка)
- Roztoka (Розтока)
- Swoboda (Свобода)
- Synewyrśka Polana (Синевирська Поляна)
- Sojmy (Сойми)
- Sopky (Сопки)
- Stryhalnia (Стригальня)
- Suchyj (Сухий)
- Synewyr (Синевир)
- Titkiwci (Тітківці)
- Toruń (Торунь)
- Tiuszka (Тюшка)
- Werchnij Bystryj (Верхній Бистрий)
- Werchnij Studenyj (Верхній Студений)
- Wuczkowe (Вучкове)
- Zawerchnia Kyczera (Заверхня Кичера)
- Zawyjka (Завийка)
- Zahorb (Загорб)
- Zaperedilla (Запереділля)